# Kaleń (Rawa Mazowiecka)
Pour les articles homonymes, voir Kaleń.
Kaleń est une localité polonaise de la gmina et du powiat de Rawa Mazowiecka en voïvodie de Łódź.